# Lijst van vicepremiers van Japan

## Lijst van Japanse vicepremiers (1957–heden)
| Vicepremier 副総理              | Vicepremier 副総理 | Vicepremier 副総理                       | Ambtstermijn      | Ambtstermijn     | Functie(s)                                         | Partij(en)                     | Premier(s)                    | Kabinet(en)  |
| ------------------------------- | ------------------ | ---------------------------------------- | ----------------- | ---------------- | -------------------------------------------------- | ------------------------------ | ----------------------------- | ------------ |
| Vacant                          | Vacant             | Vacant                                   | Vacant            | Vacant           | Vacant                                             | Vacant                         | Nobusuke Kishi (1957–1960)    | Kishi I      |
|                                 | Mitsujiro Ishii    | Mitsujiro Ishii 石井光次郎 (1889–1981)   | 20 mei 1957       | 12 juni 1958     | Directeur- generaal voor Administratieve Zaken     | Liberaal- Democratische Partij | Nobusuke Kishi (1957–1960)    | Kishi I      |
| Minister zonder portefeuille    | Mitsujiro Ishii    | Mitsujiro Ishii 石井光次郎 (1889–1981)   | 20 mei 1957       | 12 juni 1958     |                                                    | Liberaal- Democratische Partij | Nobusuke Kishi (1957–1960)    | Kishi I      |
| Vacant                          | Vacant             | Vacant                                   | Vacant            | Vacant           | Vacant                                             | Vacant                         | Nobusuke Kishi (1957–1960)    | Kishi II     |
|                                 |                    | Hidetsugu Masuya 益谷秀次 (1888–1973)    | 18 juni 1959      | 19 juli 1960     | Directeur- generaal voor Administratieve Zaken     | Liberaal- Democratische Partij | Nobusuke Kishi (1957–1960)    | Kishi II     |
| Vacant                          | Vacant             | Vacant                                   | Vacant            | Vacant           | Vacant                                             | Vacant                         | Hayato Ikeda (1960–1964)      | Ikeda I      |
| Vacant                          | Vacant             | Vacant                                   | Vacant            | Vacant           | Vacant                                             | Vacant                         | Hayato Ikeda (1960–1964)      | Ikeda II     |
| Vacant                          | Vacant             | Vacant                                   | Vacant            | Vacant           | Vacant                                             | Vacant                         | Hayato Ikeda (1960–1964)      | Ikeda III    |
|                                 | Ichiro Kohno       | Ichiro Kohno 河野一郎 (1898–1965)        | 18 juli 1964      | 3 juni 1965      | Minister zonder portefeuille                       | Liberaal- Democratische Partij | Hayato Ikeda (1960–1964)      | Ikeda III    |
| Eisaku Sato (1964–1972)         | Ichiro Kohno       | Ichiro Kohno 河野一郎 (1898–1965)        | 18 juli 1964      | 3 juni 1965      | Minister zonder portefeuille                       | Liberaal- Democratische Partij | Sato I                        |              |
| Eisaku Sato (1964–1972)         | Vacant             |                                          |                   |                  |                                                    |                                | Sato I                        |              |
| Eisaku Sato (1964–1972)         | Sato II            |                                          |                   |                  |                                                    |                                |                               |              |
| Eisaku Sato (1964–1972)         | Sato III           |                                          |                   |                  |                                                    |                                |                               |              |
|                                 | Takeo Miki         | Takeo Miki 三木武夫 (1907–1988)          | 29 augustus 1972  | 12 juli 1974     | Minister zonder portefeuille                       | Liberaal- Democratische Partij | Kakuei Tanaka (1972–1974)     | K. Tanaka I  |
| Directeur- generaal voor Milieu | Takeo Miki         | Takeo Miki 三木武夫 (1907–1988)          | 29 augustus 1972  | 12 juli 1974     | K. Tanaka II                                       | Liberaal- Democratische Partij | Kakuei Tanaka (1972–1974)     |              |
| Vacant                          |                    |                                          |                   |                  | K. Tanaka II                                       |                                | Kakuei Tanaka (1972–1974)     |              |
|                                 | Takeo Fukuda       | Takeo Fukuda 福田赳夫 (1905–1995)        | 9 december 1974   | 24 december 1976 | Directeur- generaal voor Economisch Beleid         | Liberaal- Democratische Partij | Takeo Miki (1974–1976)        | Miki         |
| Vacant                          | Vacant             | Vacant                                   | Vacant            | Vacant           | Vacant                                             | Vacant                         | Takeo Fukuda (1976–1978)      | T. Fukuda    |
| Vacant                          | Vacant             | Vacant                                   | Vacant            | Vacant           | Vacant                                             | Vacant                         | Masayoshi Ohira (1978–1980)   | Ohira I      |
| Vacant                          | Vacant             | Vacant                                   | Vacant            | Vacant           | Vacant                                             | Vacant                         | Masayoshi Ohira (1978–1980)   | Ohira II     |
| Vacant                          | Vacant             | Vacant                                   | Vacant            | Vacant           | Vacant                                             | Vacant                         | Masayoshi Ito (1980)          |              |
| Vacant                          | Vacant             | Vacant                                   | Vacant            | Vacant           | Vacant                                             | Vacant                         | Zenko Suzuki (1980–1980)      | Suzuki       |
| Vacant                          | Vacant             | Vacant                                   | Vacant            | Vacant           | Vacant                                             | Vacant                         | Yasuhiro Nakasone (1983–1987) | Nakasone I   |
| Vacant                          | Vacant             | Vacant                                   | Vacant            | Vacant           | Vacant                                             | Vacant                         | Yasuhiro Nakasone (1983–1987) | Nakasone II  |
|                                 | Shin Kanemaru      | Shin Kanemaru 金丸信 (1914–1996)         | 22 juli 1986      | 6 november 1987  | Minister zonder portefeuille                       | Liberaal- Democratische Partij | Yasuhiro Nakasone (1983–1987) | Nakasone III |
|                                 | Kiichi Miyazawa    | Kiichi Miyazawa 宮澤喜一 (1919–2007)     | 6 november 1987   | 10 december 1988 | Minister van Financiën                             | Liberaal- Democratische Partij | Noboru Takeshita (1987–1989)  | Takeshita    |
| Vacant                          | Vacant             | Vacant                                   | Vacant            | Vacant           | Vacant                                             | Vacant                         | Noboru Takeshita (1987–1989)  | Takeshita    |
| Vacant                          | Vacant             | Vacant                                   | Vacant            | Vacant           | Vacant                                             | Vacant                         | Sosuke Uno (1989)             | Uno          |
| Vacant                          | Vacant             | Vacant                                   | Vacant            | Vacant           | Vacant                                             | Vacant                         | Toshiki Kaifu (1989–1991)     | Kaifu I      |
| Vacant                          | Vacant             | Vacant                                   | Vacant            | Vacant           | Vacant                                             | Vacant                         | Toshiki Kaifu (1989–1991)     | Kaifu II     |
|                                 | Michio Watanabe    | Michio Watanabe 渡辺美智雄 (1923–1995)   | 5 november 1991   | 7 april 1993     | Minister van Buitenlandse Zaken                    | Liberaal- Democratische Partij | Kiichi Miyazawa (1991–1993)   | Miyazawa     |
|                                 | Masaharu Gotoda    | Masaharu Gotoda 後藤田正晴 (1914–2005)   | 7 april 1993      | 9 augustus 1993  | Minister van Justitie                              | Liberaal- Democratische Partij | Kiichi Miyazawa (1991–1993)   | Miyazawa     |
|                                 | Tsutomu Hata       | Tsutomu Hata (1935–2017)                 | 9 augustus 1993   | 28 april 1994    | Minister van Buitenlandse Zaken                    | Japanse Vernieuwingspartij     | Morihiro Hosokawa (1993–1994) | Hosokawa     |
| Vacant                          | Vacant             | Vacant                                   | Vacant            | Vacant           | Vacant                                             | Vacant                         | Tsutomu Hata (1994)           | Hata         |
|                                 | Yohei Kono         | Yohei Kono 河野洋平 (1937)               | 30 juni 1994      | 1 oktober 1995   | Minister van Buitenlandse Zaken                    | Liberaal- Democratische Partij | Tomiichi Murayama (1994–1996) | Murayama     |
|                                 | Ryutaro Hashimoto  | Ryutaro Hashimoto 橋本龍太郎 (1937–2006) | 1 oktober 1995    | 11 januari 1996  | Minister van Economische Zaken                     | Liberaal- Democratische Partij | Tomiichi Murayama (1994–1996) | Murayama     |
|                                 | Wataru Kubo        | Wataru Kubo 久保亘 (1929–2003)           | 11 januari 1996   | 6 november 1996  | Minister van Financiën                             | Sociaal- Democratische Partij  | Ryutaro Hashimoto (1998–1998) | Hashimoto I  |
| Vacant                          | Vacant             | Vacant                                   | Vacant            | Vacant           | Vacant                                             | Vacant                         | Ryutaro Hashimoto (1998–1998) | Hashimoto II |
| Vacant                          | Vacant             | Vacant                                   | Vacant            | Vacant           | Vacant                                             | Vacant                         | Keizo Obuchi (1998–2000)      | Obuchi       |
| Vacant                          | Vacant             | Vacant                                   | Vacant            | Vacant           | Vacant                                             | Vacant                         | Mikio Aoki (2000)             | Obuchi       |
| Vacant                          | Vacant             | Vacant                                   | Vacant            | Vacant           | Vacant                                             | Vacant                         | Yoshiro Mori (2000–2001)      | Mori I       |
| Vacant                          | Vacant             | Vacant                                   | Vacant            | Vacant           | Vacant                                             | Vacant                         | Yoshiro Mori (2000–2001)      | Mori II      |
| Vacant                          | Vacant             | Vacant                                   | Vacant            | Vacant           | Vacant                                             | Vacant                         | Junichiro Koizumi (2001–2006) | Koizumi I    |
| Vacant                          | Vacant             | Vacant                                   | Vacant            | Vacant           | Vacant                                             | Vacant                         | Junichiro Koizumi (2001–2006) | Koizumi II   |
| Vacant                          | Vacant             | Vacant                                   | Vacant            | Vacant           | Vacant                                             | Vacant                         | Junichiro Koizumi (2001–2006) | Koizumi III  |
| Vacant                          | Vacant             | Vacant                                   | Vacant            | Vacant           | Vacant                                             | Vacant                         | Shinzo Abe (2006–2007)        | Abe I        |
| Vacant                          | Vacant             | Vacant                                   | Vacant            | Vacant           | Vacant                                             | Vacant                         | Yasuo Fukuda (2007–2008)      | Y. Fukuda    |
| Vacant                          | Vacant             | Vacant                                   | Vacant            | Vacant           | Vacant                                             | Vacant                         | Taro Aso (2008–2009)          | Aso          |
|                                 | Naoto Kan          | Naoto Kan 菅直人 (1946)                  | 16 september 2009 | 8 juni 2010      | Minister voor Economische Betrekkingen (2009–2010) | Democratische Partij           | Yukio Hatoyama (2009–2010)    | Y. Hatoyama  |
| Minister van Financiën (2010)   | Naoto Kan          | Naoto Kan 菅直人 (1946)                  | 16 september 2009 | 8 juni 2010      |                                                    | Democratische Partij           | Yukio Hatoyama (2009–2010)    | Y. Hatoyama  |
| Vacant                          | Vacant             | Vacant                                   | Vacant            | Vacant           | Vacant                                             | Vacant                         | Yoshihide Suga (2010–2011)    | Kan          |
| Vacant                          | Vacant             | Vacant                                   | Vacant            | Vacant           | Vacant                                             | Vacant                         | Yoshihiko Noda (2011–2012)    | Noda         |
|                                 | Katsuya Okada      | Katsuya Okada 岡田克也 (1953)            | 12 januari 2012   | 26 december 2012 | Minister voor Bestuurlijke Vernieuwing             | Democratische Partij           | Yoshihiko Noda (2011–2012)    | Noda         |
|                                 | Taro Aso           | Taro Aso 麻生 太郎 (1940)                | 26 december 2012  | 4 oktober 2021   | Minister van Financiën                             | Liberaal- Democratische Partij | Shinzo Abe (2012–2021)        | Abe II       |
| Abe III                         | Taro Aso           | Taro Aso 麻生 太郎 (1940)                | 26 december 2012  | 4 oktober 2021   | Minister van Financiën                             | Liberaal- Democratische Partij | Shinzo Abe (2012–2021)        |              |
| Abe IV                          | Taro Aso           | Taro Aso 麻生 太郎 (1940)                | 26 december 2012  | 4 oktober 2021   | Minister van Financiën                             | Liberaal- Democratische Partij | Shinzo Abe (2012–2021)        |              |
| Vacant                          | Vacant             | Vacant                                   | Vacant            | Vacant           | Vacant                                             | Vacant                         | Yoshihide Suga (2020–2021)    | Suga         |
| Vacant                          | Vacant             | Vacant                                   | Vacant            | Vacant           | Vacant                                             | Vacant                         | Fumio Kishida (2021–heden)    | Kishida I    |
| Vacant                          | Vacant             | Vacant                                   | Vacant            | Vacant           | Vacant                                             | Vacant                         | Fumio Kishida (2021–heden)    | Kishida II   |